# Tuwi Empeuk
Tuwi Empeuk is een bestuurslaag in het regentschap Aceh Barat van de provincie Atjeh, Indonesië. Tuwi Empeuk telt 93 inwoners (volkstelling 2010).